# Evangelische Gemeinde deutscher Sprache zu Jerusalem

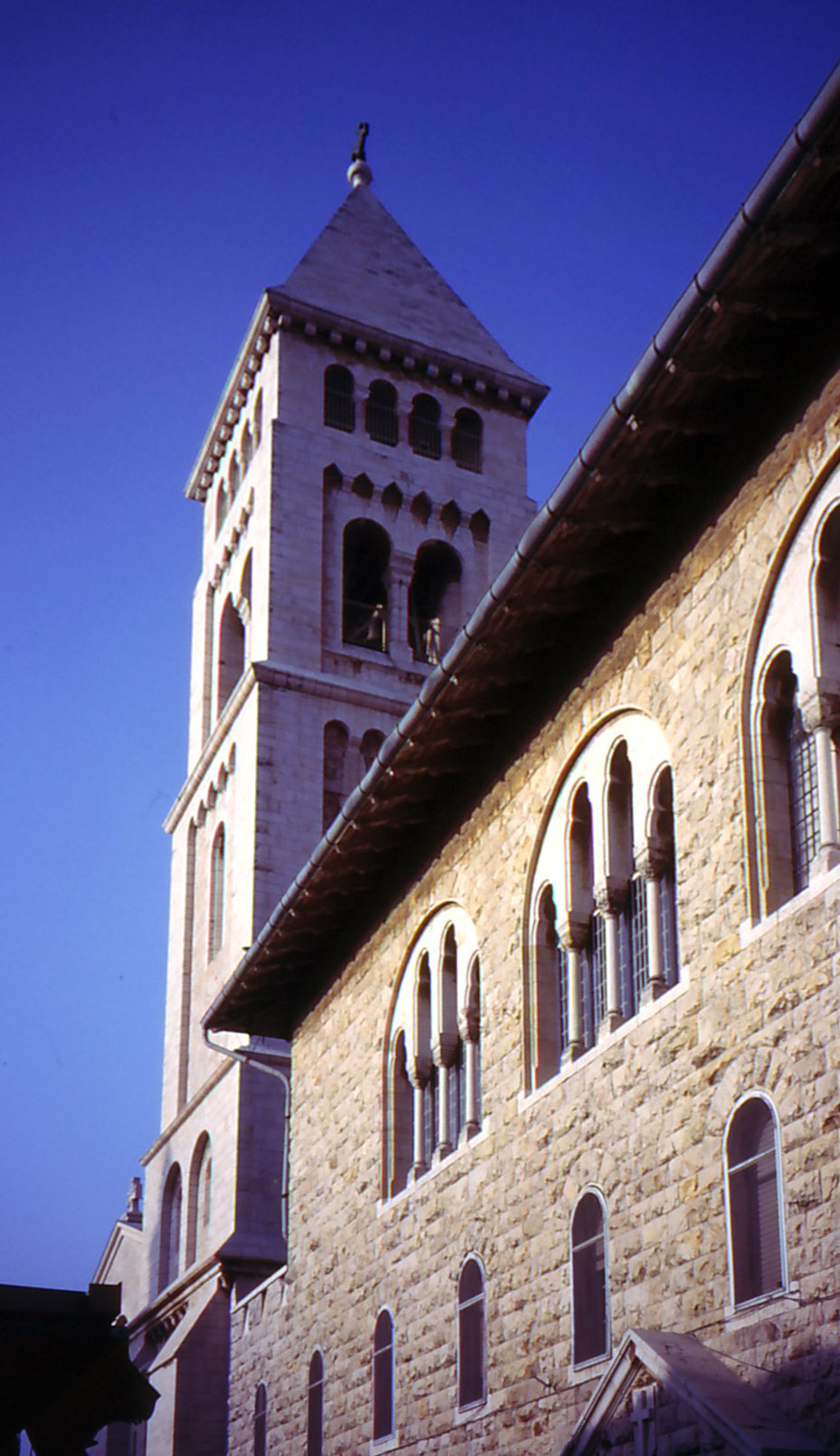
Im Hintergrund: Turm der Erlöserkirche; im Vordergrund die Propstei, Sitz der Evangelischen Gemeinde deutscher Sprache zu Jerusalem

Die Evangelische Gemeinde deutscher Sprache zu Jerusalem ist eine deutsche Auslandsgemeinde der Evangelischen Kirche in Deutschland (EKD), deren Gemeindebezirk sich auf Israel, das Westjordanland und Jordanien erstreckt.

## Geschichte
1841 errichteten Großbritannien und Preußen ein gemeinsames Bistum Jerusalem, das 1886 wieder aufgelöst wurde. Der deutschsprachige Teil des aufgelösten Bistums konstituierte sich selbständig als deutsche Gemeinde. Sie feierte ihre Gottesdienste anfangs in der 1849 erbauten Christuskirche, der Bischofskirche des Bistums Jerusalem, dann in der am 16. Juli 1871 als deutsch-evangelische Kapelle eingeweihten so genannten „Kreuzfahrerkapelle“ im ersten Stock des Kreuzgangs des mittelalterlichen Benediktinerklosters im Muristan, das Preußen erworben hatte.
Nach fast zwanzigjähriger Vorplanung wurde dort schließlich am Reformationstag (31. Oktober) 1898 die Erlöserkirche in Jerusalem durch Kaiser Wilhelm II. und Kaiserin Auguste Victoria im Rahmen ihrer Palästinareise eingeweiht und steht seitdem der Gemeinde als Gottesdienstraum zur Verfügung.
1910 wurde südlich das Propsteigebäude angebaut und Teile des ehemals dort stehenden Benediktinerklosters mit einbezogen. Ein Teil dieser Räume dient heute als Gemeinderäume.
Der im November 2012 eröffnete archäologische Park „Durch die Zeiten“, der sich unter der Erlöserkirche befindet, bietet die Möglichkeit, mehr als 2000 Jahre der Geschichte Jerusalems zu begehen.
Am 22. Januar 2023 wurde mit Sally Azar zum ersten Mal eine Frau in einer Kirche ordiniert, die ihren Sitz im Nahen Osten hat. Die Ordination fand in der Jerusalemer Erlöserkirche in einem ökumenischen Gottesdienst statt. Sally Azar stammt aus Jerusalem, besuchte dort die deutsche Schmidt-Schule, studierte in Beirut, Göttingen und an der Fachhochschule für Interkulturelle Theologie Hermannsburg evangelische Theologie und absolvierte das Vikariat in Berlin. Sie ist Pfarrerin der englischsprachigen Gemeinde an der Erlöserkirche in Jerusalem.

## Gemeinde
Konstitutiv für die Gemeinde ist, dass die deutsche Sprache verwendet wird. Die Gemeinde wird von Lutheranern, Reformierten, Unierten und anderen Evangelischen getragen. Sie setzt sich aus Menschen zusammen, die sich vorübergehend im Land aufhalten (Volontäre, Studenten, Lehrer, Diplomaten), solchen die dauerhaft im Lande leben und zum Teil mit arabischen oder jüdischen Partnern oder Partnerinnen verheiratet sind, sowie den zahlreichen Pilgern, Besuchern und Touristen. Formal ist die Gemeinde vereinsähnlich organisiert: Wer Mitglied der Gemeinde werden will, muss ihr beitreten.
Außer in Jerusalem feiert die Gemeinde regelmäßig Gottesdienste auch Latrun (Westbank) und in Amman (Jordanien). Sie legt hohen Wert auf Ökumene. Jährlich zu Pfingsten veranstaltet sie gemeinsam mit den Benediktinern der Dormitio-Abtei den Ökumenischen Kirchentag in Jerusalem.
Leitungsgremium der Gemeinde ist der Kirchengemeinderat. Dessen Sozialausschuss unterstützt aus einem Sozialfonds zahlreiche Menschen die aus medizinischen Gründen in Not geraten sind, mit bis zu über 40.000 Euro pro Jahr.  Aufgrund der politischen Situation sind es in erster Linie Menschen in den palästinensischen Gebieten, die keine Krankenversicherung oder ähnliches haben und somit durch eine Krankheit leicht in eine finanzielle Notlage geraten. Menschen, die versuchen durch eine Existenzgründung der Arbeitslosigkeit zu entkommen, um so eine Existenzgrundlage für ihre Familie zu schaffen, können nach sorgfältiger Überprüfung jedes einzelnen Antrags durch den Kirchengemeinderat mit dem benötigten Startkapital, zumeist in Form eines günstigen Kredites, aus einem zu diesem Zweck geschaffenen Nahostfonds unterstützt werden.
Enge ökumenische Kontakte bestehen
- zur römisch-katholischen deutschsprachigen Gemeinde in Jerusalem,
- der überwiegend arabischsprachigen Evangelisch-lutherischen Kirche in Jordanien und dem Heiligen Land, deren Jerusalemer Gemeinde ihre Gottesdienste ebenfalls in der Erlöserkirche feiert,
- zum anglikanischen Erzbistum in Jerusalem, zu dem es geschichtlich und theologisch enge Verbindungen gibt, und
- zum Lutherischen Weltbund, dem Träger des Auguste-Victoria-Krankenhauses auf dem Ölberg.

In der Erlöserkirche und der angrenzenden Propstei feiern auch die englischsprachige und die dänische lutherische Gemeinde ihre Gottesdienste.

## Pastoren und Pröpste
Deutsche Auslandspfarrer gibt es in Jerusalem seit 1852. Bei seinem Besuch anlässlich der Einweihung der Erlöserkirche 1898 verlieh Kaiser Wilhelm II. dem Jerusalemer Auslandspfarrer den Titel „Propst“. Dieser ist heute zugleich der Repräsentant der EKD in Israel, der Westbank und Jordanien.
Liste der Pfarrer (seit 1898: Pröpste) mit ihren Dienstzeiten:
- 1852–1866 Friedrich Peter Valentiner
- 1866–1869 Carl Hoffmann, Sohn des Berliner Dompredigers Wilhelm Hoffmann
- 1870–1876 Hermann Weser
- 1876–1884 Carl Reinicke
- 1885–1895 Carl Schlicht (1855–1930)[5]
- 1895–1903 Paul Hoppe
- 1903–1910 Wilhelm Bussmann
- 1910–1918 Friedrich Jeremias
- 1921 0000 Gustaf Dalman (kommissarisch)
- 1921–1922 Albrecht Alt
- 1923–1930 Hans Wilhelm Hertzberg
- 1930–1938 Ernst Rhein
- 1938–1954 Johannes „Hans“ Döring
- 1954–1960 Joachim Weigelt
- 1960–1965 Carl Malsch
- 1965–1971 Hansgeorg Köhler
- 1971–1979 Helmut Glatte
- 1979–1985 Jürgen Wehrmann
- 1985–1991 Johannes Friedrich
- 1991–2001 Karl-Heinz Ronecker
- 2001–2006 Martin Reyer
- 2006–2012 Uwe Gräbe
- 2012 0000 Dieter Vieweger (kommissarisch)
- 2012–2019 Wolfgang Schmidt
- 2019–2020 Rainer Stuhlmann (kommissarisch)
- ab 1. August 2020–0000 Joachim Lenz[6][7]